# Historia de la gastronomía en Cataluña

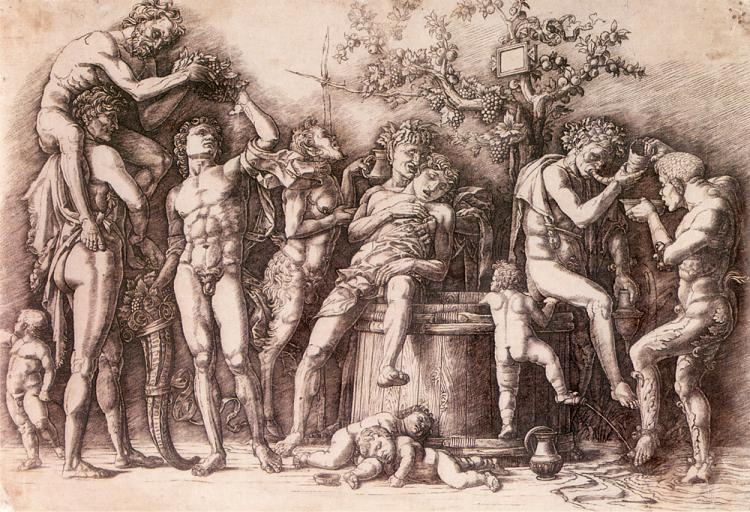
Bacanal romana

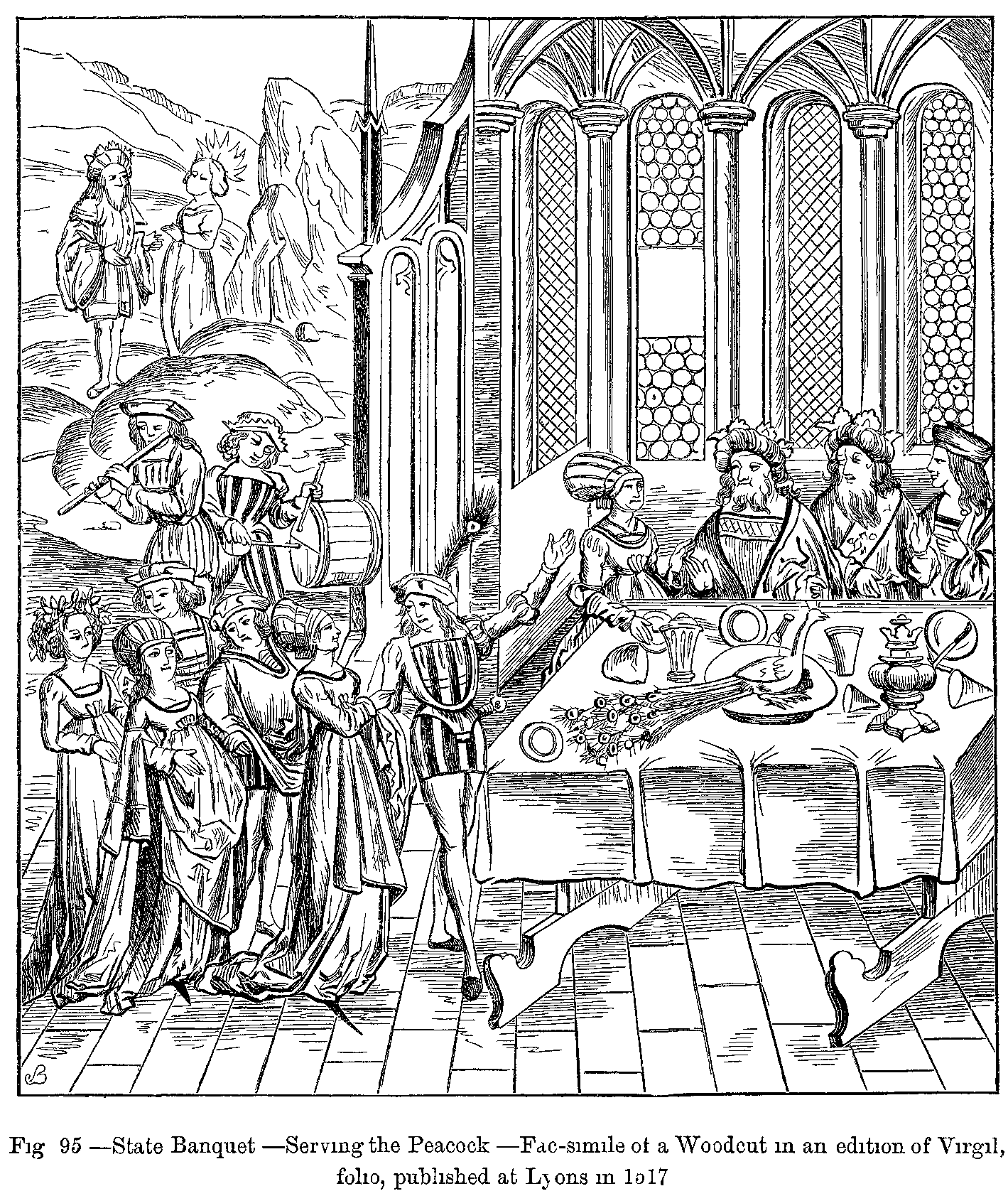
Banquete de estado (sirviendo el pavo). Xilografía de una edición de Virgilio

La historia de la gastronomía en Cataluña es el conjunto de ingredientes, preparaciones, costumbres y tradiciones ligadas al comer o al beber, así como la manera de elaborarlos, de todas las clases sociales en todas las civilizaciones que han estado en este territorio a lo largo de la historia, del neolítico a la actualidad.
Cabe añadir que una gastronomía también se explica mediante los pueblos con los que ha tenido contacto como, por ejemplo, la gastronomía occitana o la aragonesa, por modas temporales, como la cocina francesa y la comida rápida, y por otros aspectos como los derivados de la inmigración, la globalización... Para una descripción detallada de la cocina tradicional que se hace hoy en día en Cataluña, consultad el artículo Gastronomía de Cataluña, en el que, además, tendréis enlaces directos para los artículos correspondientes en la cocina de cada comarca y comunidad autónoma.

## Prehistoria

### Paleolítico y mesolítico

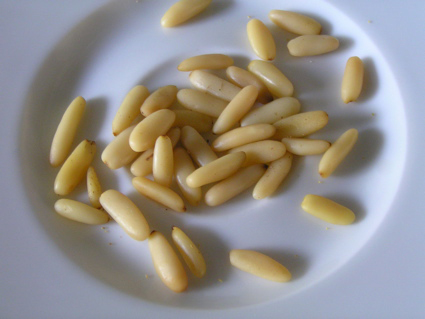
Los piñones de pino ya se comían en el paleolítico.

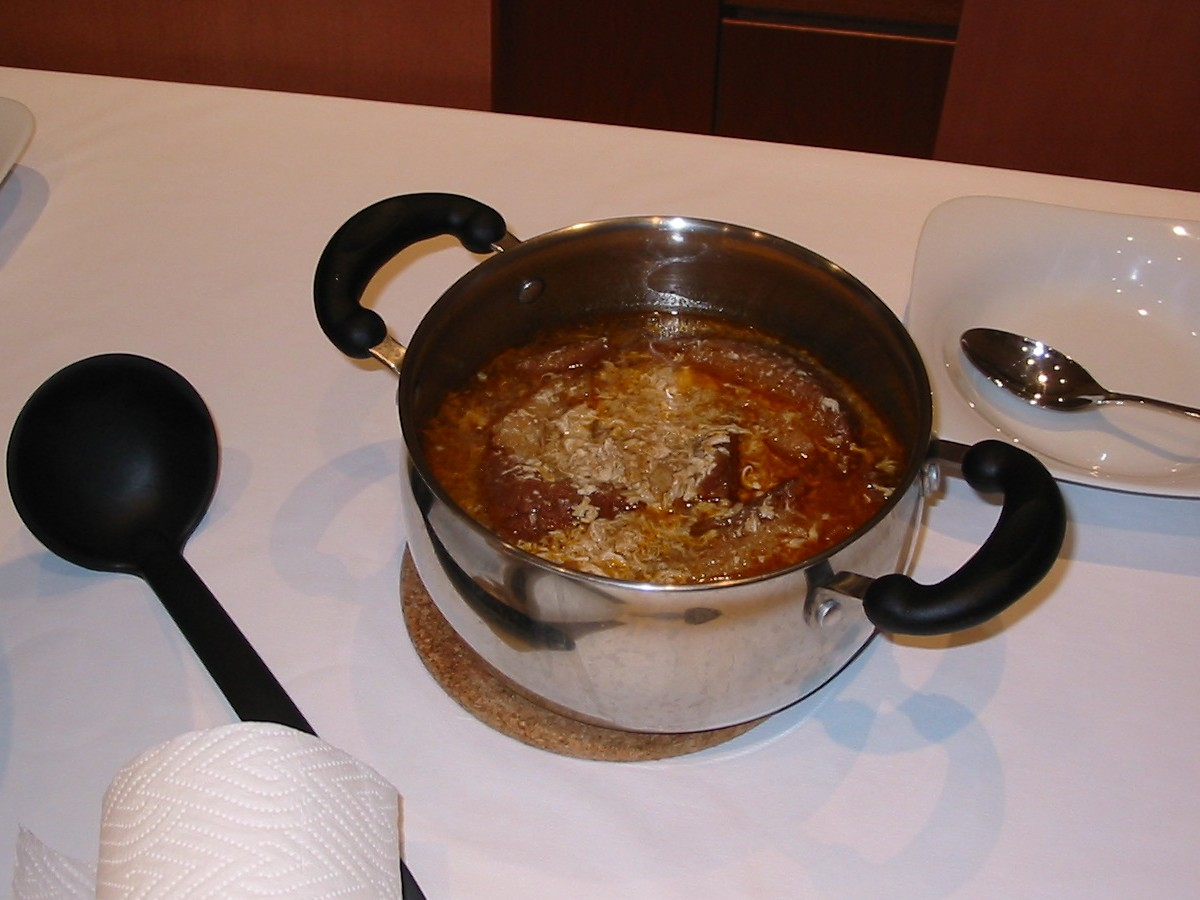
La sopa es uno de los platos más antiguos que existen.

Durante el paleolítico, la alimentación humana se basaba básicamente en fruta fresca y seca, plantas silvestres, raíces y, eventualmente, en piezas de caza o pesca. El hecho de ser poblaciones de cazadores - recolectores y no conocer aún la agricultura ni la ganadería no les permitía acceder a los cereales, legumbres, el aceite, los lácteos, etc. que se introdujeron en el neolítico y supusieron una auténtica revolución alimentaria, además de social.

### Neolítico
Desde el año 5000 aC, la alimentación se basaba en la cebada, espelta, mijo, legumbres, fruta, pescado, ovejas, cabras y cerdo. En algunos lugares del Pirineo se comía caballo e, incluso, perro. En el Bajo Llobregat ya se elaboraba cerveza. También se han encontrado piezas que servían para elaborar queso.

## Edad Antigua

### Iberos
Los íberos eran un conjunto de pueblos (eliseos, sordones, ceretanos, airenosinos, andosinos, bergistanos, ausetanos, indigetes, castelanos, lacetanos, layetanos, cosetanos, ilergetes, iacetanos, suessetanos,  sedetanos, ilercavones, edetanos, contestanos, oretanos, bastetanos y turdetanos) que habitaban en la costa oriental de la península ibérica por lo menos des del siglo VI a. C.. El concepto de cultura ibérica no es un patrón que se repite de forma uniforme en cada uno de los pueblos identificados como íberos, sino la suma de las culturas individuales que a menudo presentan rasgos similares, pero que se diferencian claramente de otros y que a veces comparten con pueblos no identificados como íberos.
Los íberos ya elaboraban vino que vendían a los fenicios, y, en la Cerdaña, elaboraban unos jamones exquisitos loados por los romanosː "Cerretana mihi fiat issa licebit/de Menapis; lauti de petasone rorent" ("que me sirvan el jamón del país de los ceretanos y que no me traigan del país de los mesapios, y que los hambrientos devoren el muslo"). Almacenaban grandes cantidades de grano que consumían en forma de pan, cerveza y harinas. La cocina era muy rica en alimentos y técnicas de cocción. Consumían mucha más variedad de carne y cereales que la que se consume actualmente, ya que su dieta incluía escanda, gato, perro, tejón y lince.

### Cocina grecorromana

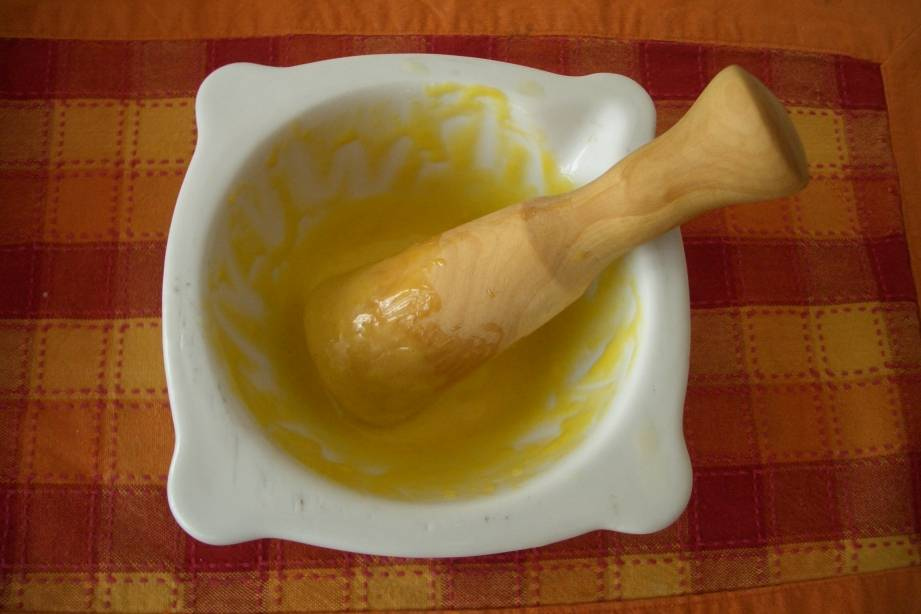
El alioli, que aparece en el medieval Llibre de Sent Soví, tiene probablemente origen grecorromano

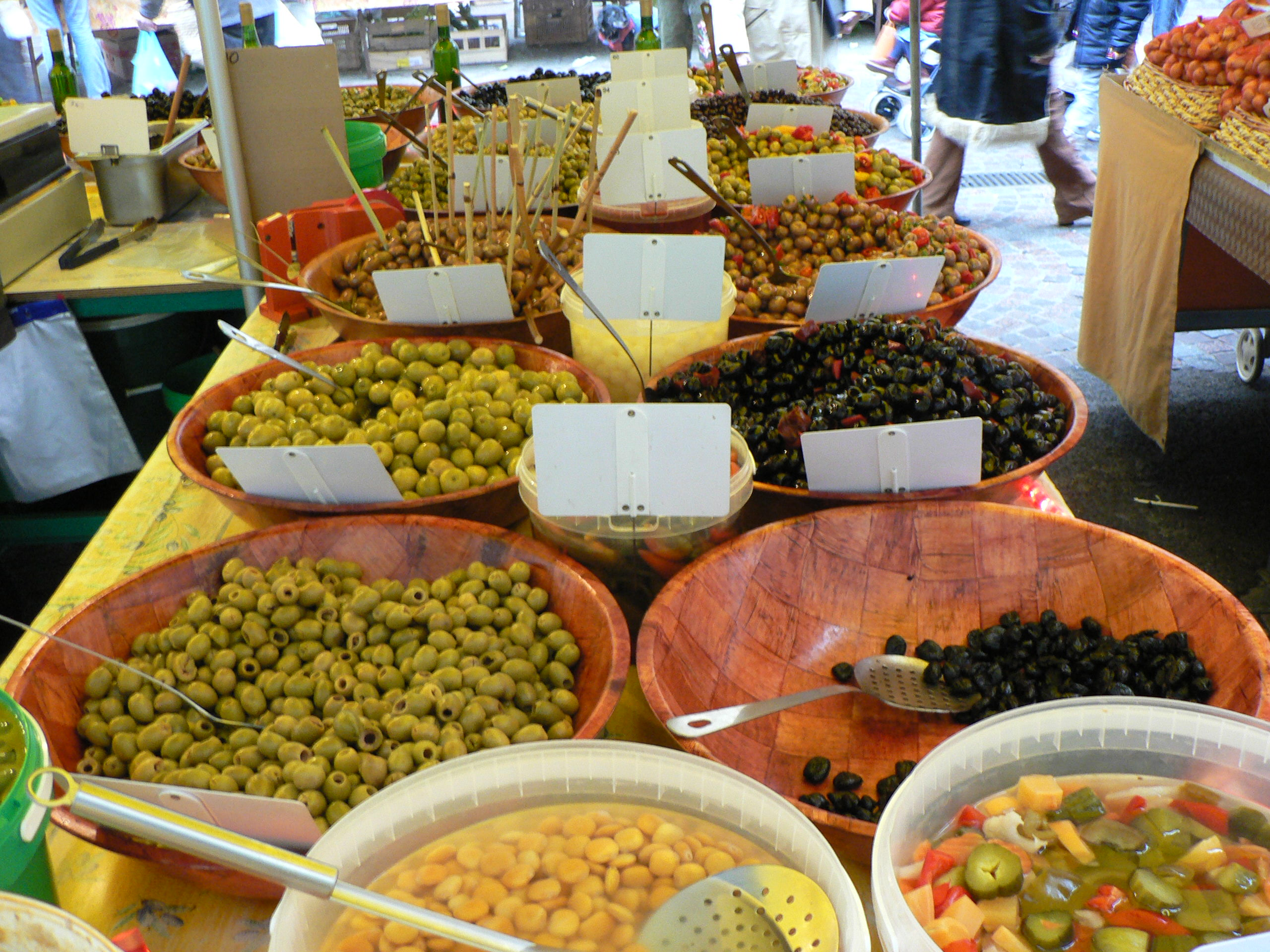
Los griegos y romanos sabían preparar y conservar las aceitunas

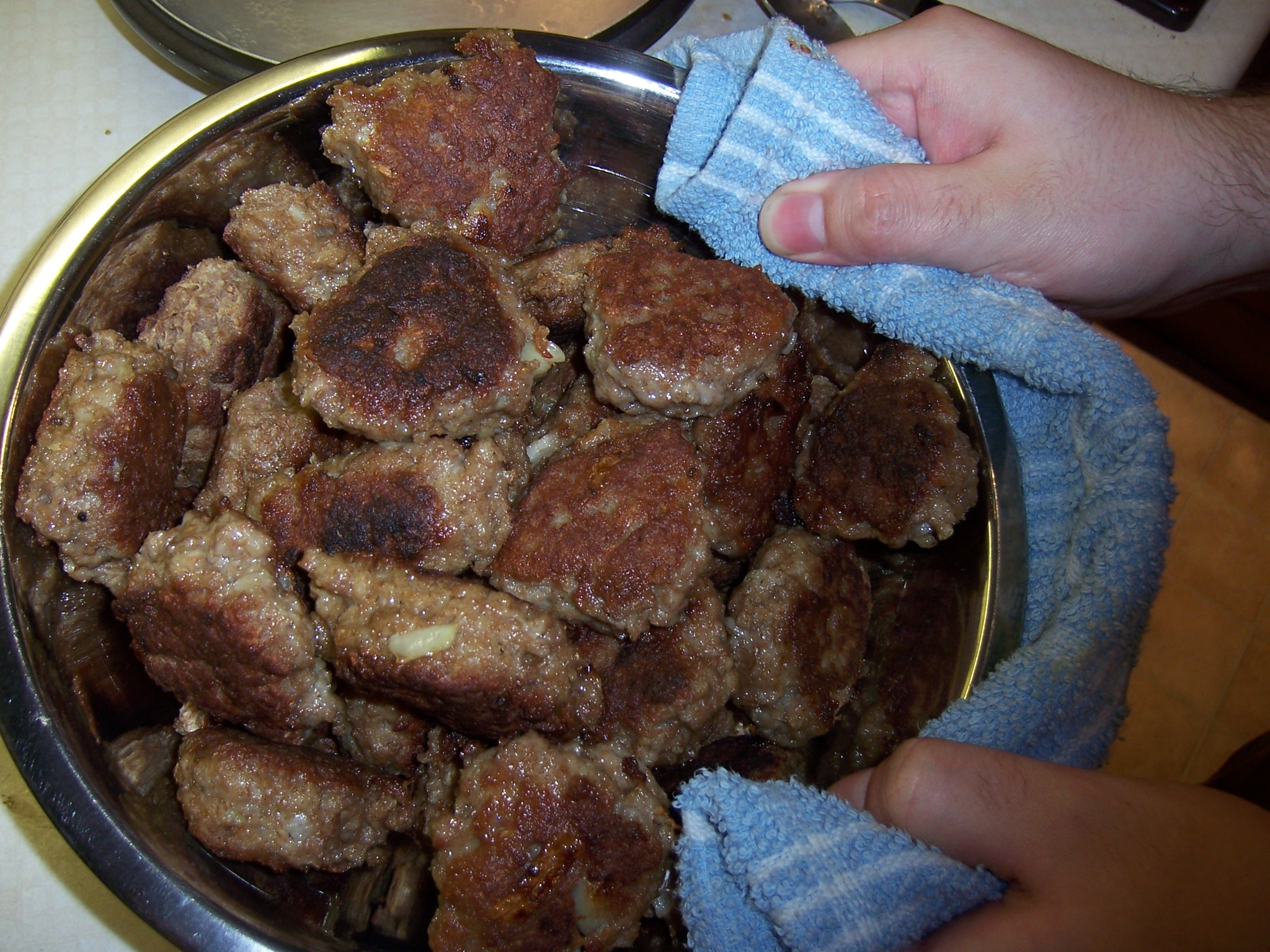
Albóndigas

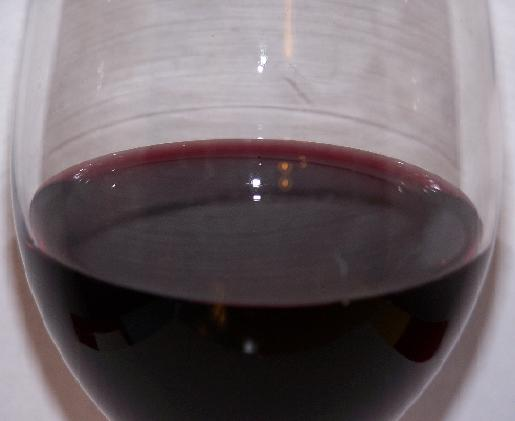
Vino

Los cocineros griegos eran famosos y gozaban de una alta posición social. Se puede atribuir a la presencia griega el cultivo y uso de productos ahora esenciales, y los romanos acabaron reforzando esta tendencia. Los griegos introdujeron o favorecieron el cultivo del almendro, la producción de vino (frente a la cerveza que tomaban los íberos) y del olivo, una planta muy arraigada en Cataluña.
La alimentación en la Antigua Grecia se basaba en los cereales en forma de pan, que a veces se podía guarnecer con, por ejemplo, queso y miel, o que se consumía con verduras. El pescado ya se consumía en sopa. También se consumían purés de legumbres, como aún se consumen en muchos lugares del Mediterráneo (también de habas, pero quizás el más conocido es el hummus), para mojar el pan. La fruta ya se consumía en forma de postre habitual entre los griegos, que las solían asociar a los dulces y pasteles -algunos muy originales y especiales- para ciertas festividades. En las ciudades, la fruta y la verdura fresca eran caras, por lo que se solían consumir secas (en el caso de la fruta) o deshidratadas (verduras y hortalizas). Algunas verduras ya se conservaban confitadas, en vinagre o en salazón.
El escabeche era un plato del repertorio de la cocina romana, como también las cazuelas de pescado con pasas, la cebada hervida con zumo, la escudella de cebada del Vallespir, y los varios rostits, rellenos y cocidos no tan insólitos en la cocina actual.
Hasta el Siglo II a. C., la cocina de la Antigua Roma era práctica y sencilla, y no fue hasta el contacto con la cultura griega que esta comenzó a sofisticarse y refinarse. En las villas romanas (predecesoras de las masías), se elaboraba el vino y el vinagre, la miel, el aceite de oliva, quesos, embutidos (la butifarra de Lucania dará nombre a la longaniza, las butifarras dulces, etc.), jamón serrano (el de la Cerdaña era muy preciado), pescado en escabeche o en salazón (como las anchoas y el atún), la fruta seca, etc. de herencia romana son, por ejemplo, las gachas, el cuscús, la sepia con guisantes, algunas recetas de aves y carnes con nabos, aceitunas u otras verduras; las mezclas de carne y fruta, y otras recetas agridulces. Los soldados romanos tenían una dieta basada casi exclusivamente en las legumbres, ya que eran ligeras para transportar y muy energéticas, con alguna fruta y verdura que pudieran encontrar por el camino. En las ciudades, se solían hervir los alimentos antes de cocinarlos y para que tuvieran gusto se condimentaban con abundantes especias y salsas.
Algunos dulces actuales de inspiración romana son las torrijas bañadas con miel, el manjar blanco, la crema catalana, la leche frita, los piñones, las pasas, dátiles, almendras, los panellets, la coca con melocotón, los buñuelos de queso y los flaones de queso fresco.
Los recipientes y técnicas de cocina no eran muy diferentes a los actuales. El pescado se cocinaba a la parrilla, en la sartén (frito), en ollas (sopa) o en 
Los griegos y romanos dividían los grandes convites en dos partes, en la primera se comía (con los dedos, o con la ayuda de cucharas y una especie de punzones; los alimentos ya estaban preparados para ir directamente a la boca), mientras que la segunda parte estaba dedicada a conversar y beber.  Introdujeron, pues, el concepto de sobremesa. Estos convites o banquetes, ya que los griegos los hacían sentados en bancos, tenían una gran importancia social e incluían espectáculos (música, danza, etc.), además de ser una gran teatro en sí mismos, con una gran importancia en el número de criados, la ropa, la decoración, los utensilios del menú, etc. Este concepto de espectáculo y abundancia como parte de un festín continuará presente -para los que se lo podían permitir- hasta la Edad Media.
Tenemos una recopilación de recetas y consejos de la época tardía romana, llamado De re coquinaria y firmado por un tal Apicius, que describe muy detalladamente la cocina griega y romana antes de que ésta tomara contacto directo con los productos y técnicas árabes, ya en la época medieval.

## Edad Media

### Cocina tradicional clásica catalana

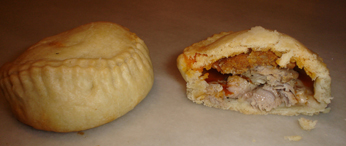
Las empanadas ya están descritas en los libros de cocina medievales manuscritos en catalán, como por ejemplo Com tayllaràs devant un senyor.

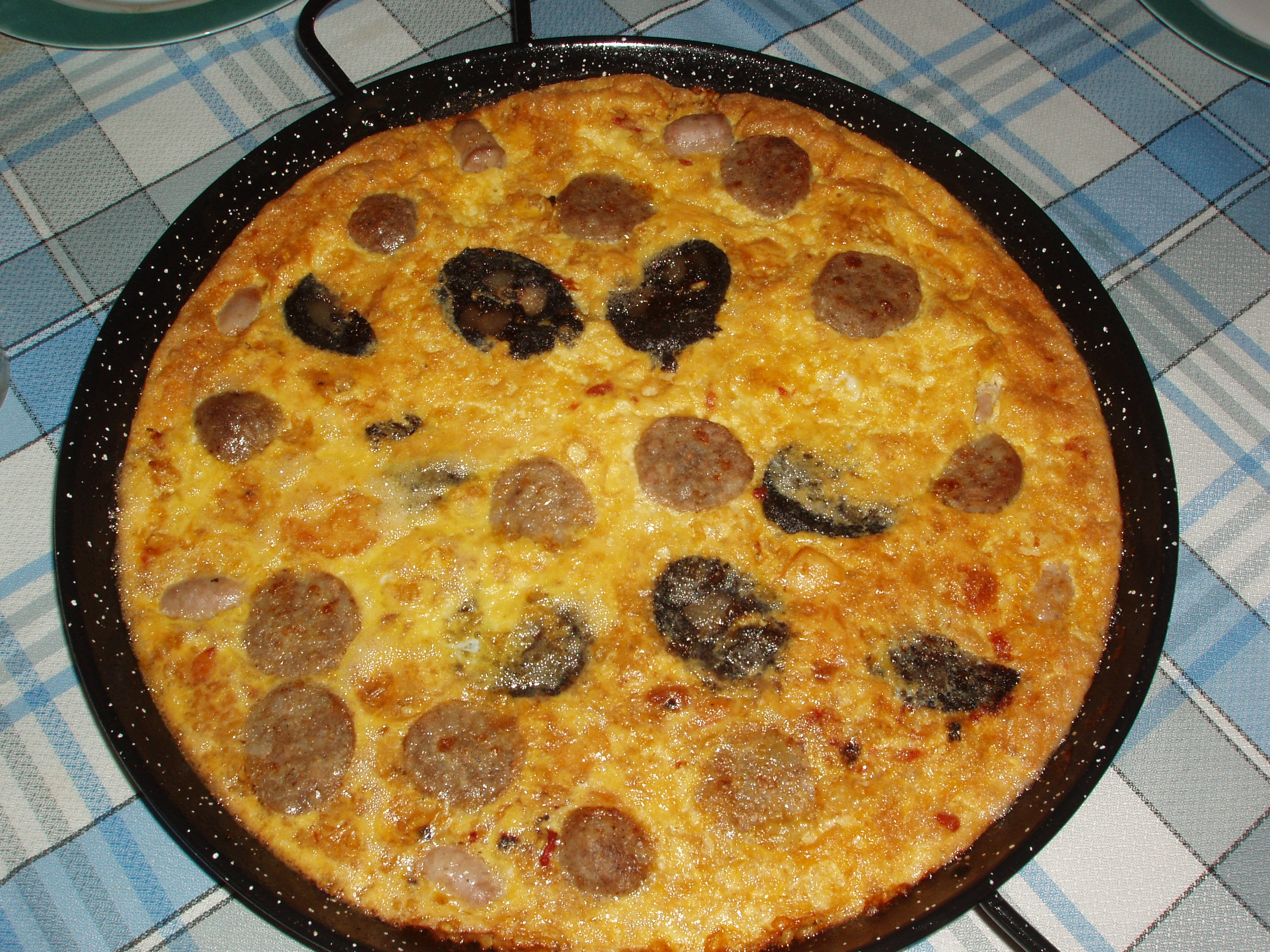
En el Llibre de coch se describe una receta muy parecida al arroz con costra.

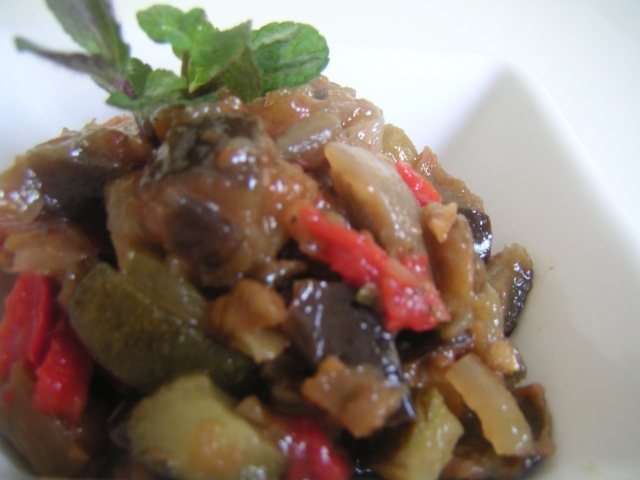
La samfaina se creó en esta época, aunque el tomate se añadiría más tarde, en la Edad Moderna

La cocina tradicional clásica catalana es la que se constituyó en la Edad Media, época en la cual también se desarrollaron otros aspectos culturales como, por ejemplo, la lengua catalana, se escribieron los primeros recetarios de cocina catalana... En esta época, los cocineros catalanes eran los mejor considerados de toda Europa. La mesa y la cocina se refinaron mucho respecto a la cultura romana.
En esta época se elaboran los primeros arroces y platos con fideos, así como muchos platos dulces y chucherías que aún existen actualmente. Ya se hacen conservas de anchoa en vinagre, atún en conserva y escabeches de sardinas. Se emplea mucho el hogar, a diferencia de la cocina romana, y también el mortero para picar frutos secos, en especial para las picadas y para obtener leche de almendras. Inicialmente se consumía leche de cabra y, más tarde, de oveja. Se elaboraba el mató, quesos, jamones y butifarras. Ya en esta época muchas preparaciones comenzaban con sofritos, aún sin tomate, y acaban con picadas.
En Cataluña, fue muy importante la influencia de las culturas griega bizantina y otomana que vivieron en estas tierras durante siglos, así como la gastronomía -y en especial la pastelería y la confitería- de tradición judía, y también los aspectos que introducirían los posteriores cristianos como reacción al choque cultural con estos pueblos, por ejemplo, el uso de la manteca y el consumo de cerdo en preparaciones de origen no cristiano, para demostrar su cristiandad, o los vinos y licores con finalidades no médicas ya de forma oficial.
El gusto por las mezclas del dulce y el salado fue una aportación de la cultura árabe muy apreciada en la Edad Media. En general, el número de productos usados y mezclados entre sí disminuye bastante respecto a la gastronomía grecorromana y aún más respecto a la de los íberos, en lo que se considera un refinamiento de los gustos y la idea de que ya no es válido comer cualquier cosa. Se dejan de consumir algunos animales que actualmente nos parecerían raros, pero que aún encontramos en los recetarios gatos (con allioli, por ejemplo, en el Llibre de Coch, preparado como el conejo con allioli actual) y osos. Los caballos, en cambio, en un mundo de caballeros, no se consideran aptos para el consumo.
La influencia de la religión cristiana fue muy importante. En la época de Cuaresma, en la Edad Media, estaba prohibido comer ciertos alimentos como carne, huevos y lácteos, mientras que era muy recomendado comer pescado (el pez es un símbolo de la cristiandad). Esto provocó la creación de adaptaciones de recetas en las cuales se debería retirar el caldo de carne, la leche o los huevos, y sustituir las aves y carnes por pescado, y la de nuevas recetas que cumplieran con todas las condiciones impuestas por la Iglesia.
La Ruta de la Seda aporta especias, algunas de las cuales se hacen muy populares, como el azafrán, que se comenzó a cultivar en la Cataluña del Norte, o el jengibre que, a pesar de que esta moda, desaparecería más tarde de la cocina tradicional de Cataluña. También destacan las finas hierbas y la canela, así como los productos de origen árabe muy apreciados en la época medieval, como el agua de rosas. En general, el número y la cantidad de especias aumenta en Cataluña respecto a la época romana, y también al largo de la Edad Media, pero son más moderadas y más escogidas que en otras cocinas europeas.
En esta época, se fundamentaron también las bases de otras cocinas europeas, que mantienen entre sí algunos rasgos comunes.
El fin de esta etapa, lo da el contacto con un nuevo continente, América, del cual se introdujeron productos hasta entonces desconocidos, pero esenciales en la gastronomía actual, que se integraron naturalmente en las preparaciones tradicionales medievales.

### Aportaciones árabes y judías

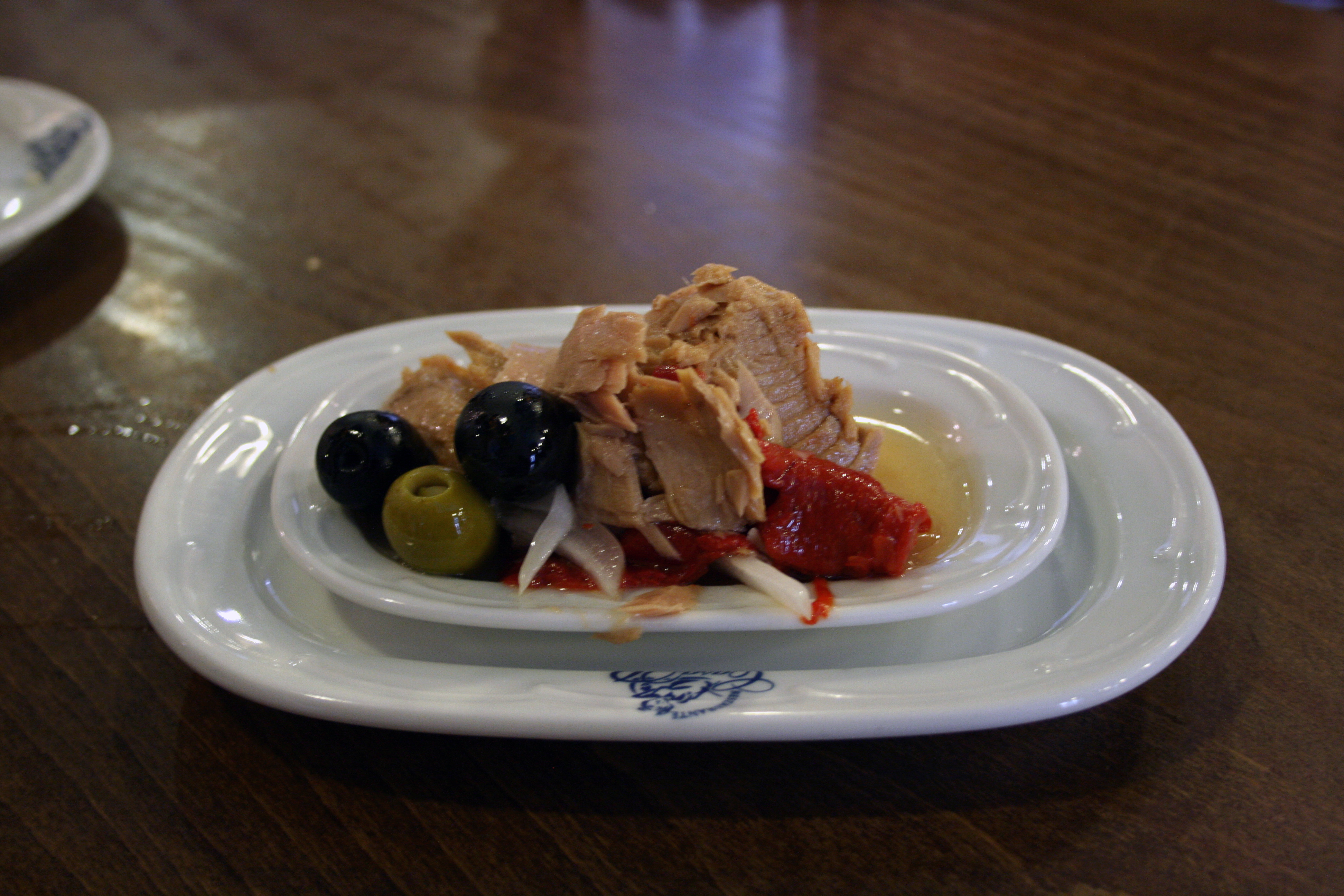
En el Llibre de sent Soví explican como elaborar las sardinas en escabeche y en el Llibre de coch lo amplian a otros pescados, como la anguila.

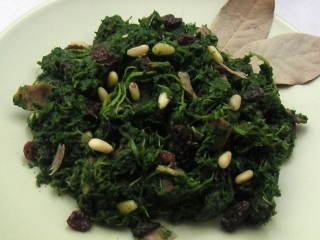
Las espinacas con pasas y piñones, conocidas en el resto de España como, a la catalana, son de esta época.

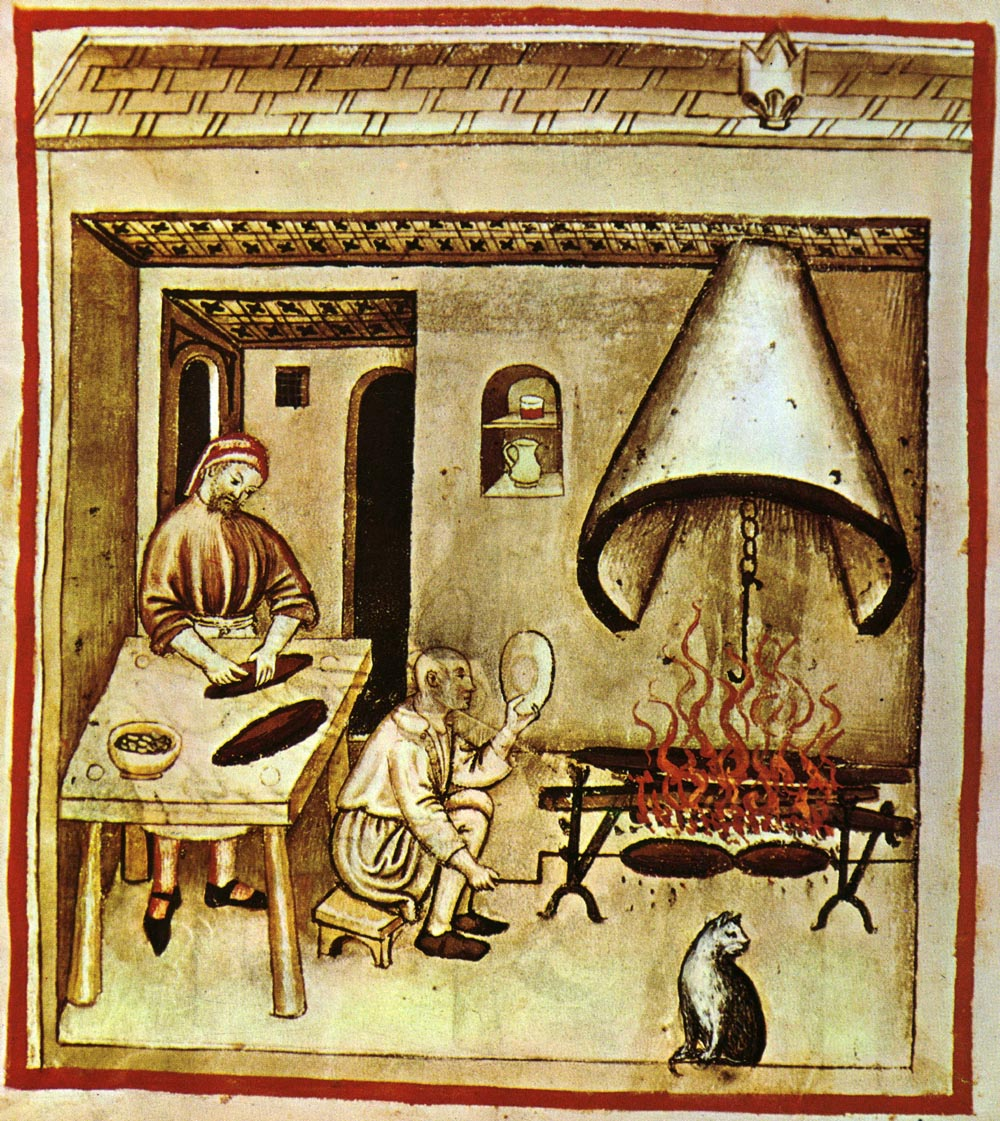
Las aves y los animales jóvenes y tiernos, asados, eran alimentos propios de los señores.

Los árabes introdujeron productos ahora básicos como el azúcar, el arroz y la pasta, las hortalizas como la berenjena, las alcachofas y los espárragos; legumbres como los garbanzos, el azafrán, el coriandro, la albahaca, el comino, la alcaravea, etc.
Las técnicas gastronómicas que aportaron son significativas y en todos los campos, podemos destacar la destilación de licores -en principio para usos medicinales- ciertas cocciones a fuego lento de carnes y hortalizas en cazuelas de barro se pueden compara a les de la cocina tanto árabe como judíaː los guisados y los estofados, seguramente fueron los otomanos los que influyeron en la técnica de la elaboración de los arroces y paellas a partir de su arroz pilaf, la técnica en repostería para elaborar hojaldres y similares, etc. 
Las aportaciones directas más concretas son, por ejemploː
- Técnicasː introducen la técnica del escabeche, que ellos hacían prácticamente solo con carnes, y en Cataluña se hicieron muy populares sobre todo con los pescados, y la dan a conocer al resto de Europa. También técnicas para elaborar dulces como los hojaldres, que serían útiles para elaborar ensaimadas.
- Combinaciones de ingredientes fijadasː combinaciones populares como las espinacas a la catalana ya eran muy preciadas por los otomanos de la época y aún son muy comunes, no solo en Cataluña sino también en Sicília, Grecia y la mayoría de las cocinas en las cuales tuvo una fuerte influencia.
- Salsasː algunos productos posteriores a la ocupación musulmana son la salvitxada, el all i pebre y la salmorreta. Según Corominas, tanto las palabras xató como romesco proceden del mozárabe.
- Dulcesː el cuscussó son unos postres aparecidos en esta época y de clara influencia árabe.

Como consecuencia del choque cultural, hay que hacer constar también una cierta voluntad de rechazo a estas dos culturas (o quizás una necesidad mayor de reafirmarse en la diferencia o, incluso, de mostrar abiertamente la religión cristiana ante las persecuciones de carácter político) por parte de los cristianos, que se traduce en el alto consumo de cerdo, que llega incluso a nuestros días con la gran afición al embutido, y la preferencia de esta carne por encima de la ternera.

### Cocina medieval de siervos y señores
Las diferentes clases sociales de la Edad Media estaban muy diferenciadas y su poder adquisitivo no tenía nada que ver. Los señores gozaban de comidas interminables, que podían incluir unos cuantos pollos por persona y, en general, cantidades que hoy nos parecen exageradas de todo tipo de platos y dulces. Se comía en grupo, los hombres separados de las mujeres, ya que las mujeres no podían comer (compartiendo platos y copas, comiendo con las manos...) de forma decorosa o, simplemente, sin estropear su maquillaje y a causa del tipo de vestidos que llevaban. Era costumbre y un honor que las personas más jóvenes, o de rango inferior, sirvieran a los otros.
En cambio, los siervos, a menudo comían sopa o un trozo de pan duro. La comida se dejaba cocer todo el día en las brasas y se comía en familia durante la noche. Los dulces se consideraban un producto de lujo. El pan se cocía en el horno de la ciudad, pagando una cierta cantidad al señor feudal. También debían pagar a su señor feudal por recoger setas o fruta del bosque, ya que se consideraba que eran de su propiedad.
Los comerciantes y burgueses, por ejemplo, de Barcelona, pertenecían a una clase mediana-alta que se encontraba entre los dos extremos.

## Siglos XV a XVII

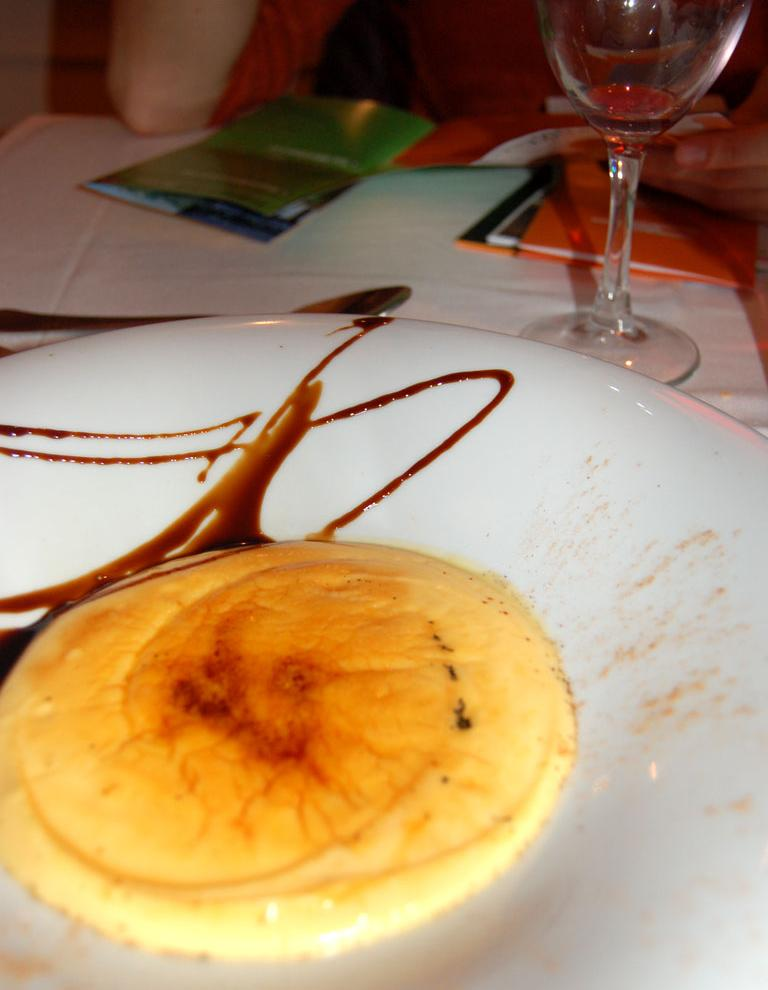
Un plato de crema catalana

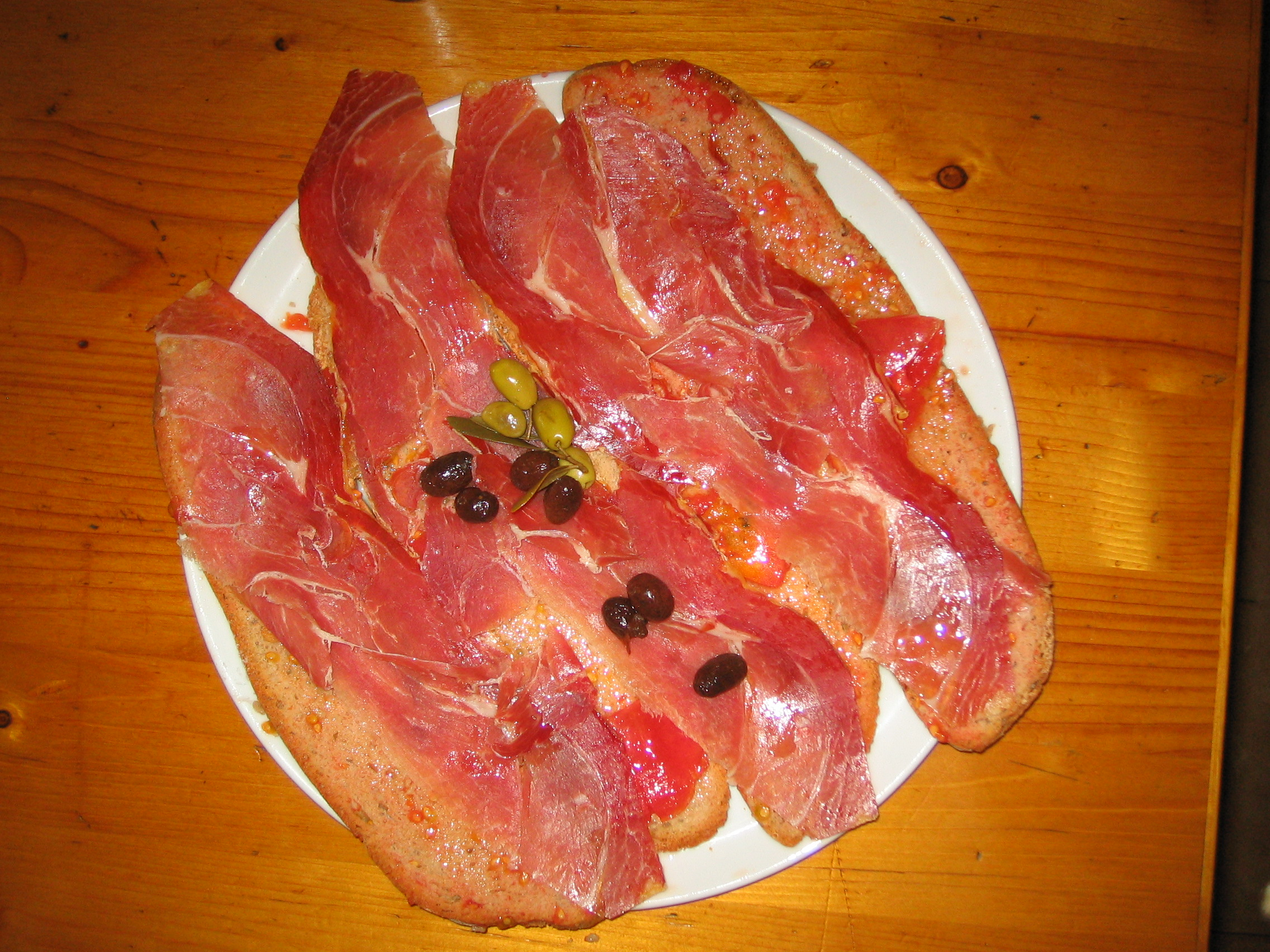
Pan con aceite con jamón y aceitunas

En el siglo XV se descubre América, pero Cataluña aún comerciban con el Mediterráneo y la Ruta de la Seda; los puertos y mercados se llenan de nuevos ingredientes y las mesas nobles y burguesas experimentan con nuevas recetas venidas de lejos y de cerca. Los productos americanos, en cambio, son extraños y caros, no llegan en forma de recetas ni influyen culturalmente, ya que se consideraban culturas inferiores, que no hacía falta copiar. El uso del tomate, un ingrediente que (según Colman Andrews) es de los más esenciales en la cocina catalana, no entra en la cocina de Cataluña hasta el siglo XVII y no está documentado hasta el siglo XVIII, como pasa con el chocolate y la patata. Entre los siglos XV y XVI se introducen las naranjas dulces, a través de Portugal, ya que, aunque eran muy usadas en la Edad Media, aquellas eran amargas.
Así pues, en el siglo XVI, el pan aún era el elemento básico de cualquier comida. La carne era muy preciada, en especial la de cordero. En estos momentos se elaboraba la carne o bien asada o guisada. Era típico consumir mucha verdura y condimentarla mucho. La fruta también era muy valorada, especialmente el melón y las uvas, así como los frutos secos. Las bebidas habituales eran el vino tinto y el agua, en cualquier caso siempre frescos. En este siglo se preparaba el pescado con verduras y en suquet, con aceite i pimienta. Es entonces que la crema catalana se convirtió en un plato de moda. Si se tenía que endulzar un plato se hacía con azúcar o miel.

## sigloXIX

### Cocina tradicional moderna

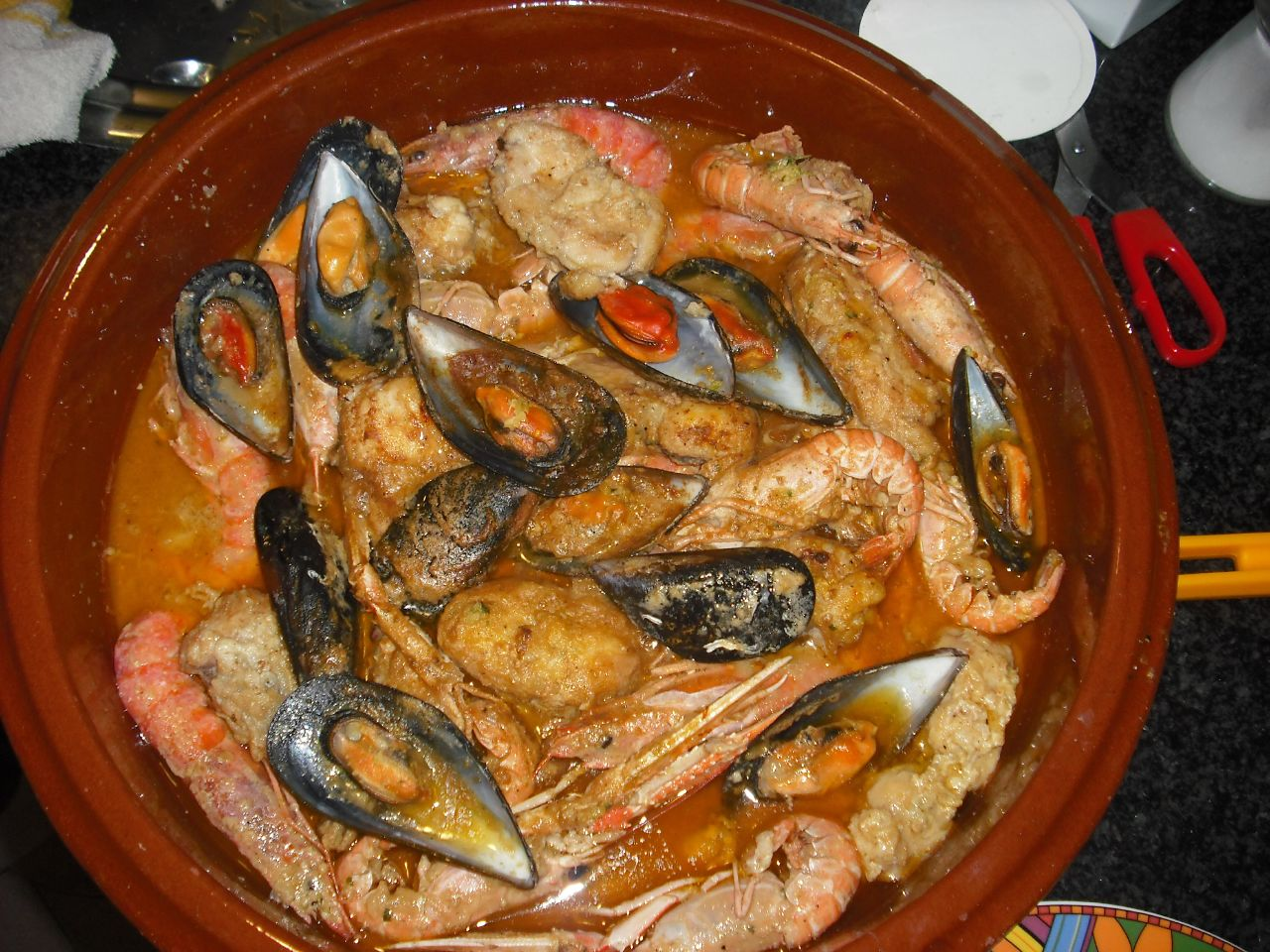
La zarzuela de pescado es un plato típico de la opulencia culinaria buscada en la época modernista. Aún mejor acompañada de cava y con un pijama como postre.

La cocina tradicional moderna es la cocina que se hace desde el siglo XIX e incluye ya todos los ingredientes que se usan en la actualidad. Durante una gran parte de este período, la cocina catalana ha sido ignorada o menospreciada en el extranjero (en Francia, por ejemplo, cocineros reconocidos hablan de la cocina italiana como una cosa abominable pero, al menos, mejor que la española) y frecuentemente en el propio país. En los recetarios (por ejemplo, en La cuynera catalana, considerado un libro "clave" de la Renaixença gastronómica catalana) se empiezan a encontrar toques extranjeros en las recetas catalanas, se supone que para mejorarlas según el gusto y la moda de la época, y se escribe el primer recetario de cocina catalana que se redacta directamente en castellano.
En el siglo XIX, la burguesía opta por elaboraciones y menús opulentos, que nunca llegan hacerse populares ni a arraigar, muchas veces inspirados en la cocina francesa burguesa, que menospreciaba la cocina tradicional y casera, como la catalana, la española, la italiana y la occitana. Por otro lado, en las fondas se continúa haciendo cocina catalana accesible para todos y que busca innovaciones y mejoras según los gustos de sus clientes, que copian algunos de sus platos, como el bacalao a la llauna que se elaboraba en días festivos. También les debemos tradiciones o costumbres como la paella de los jueves. En este siglo aparece por primera vez una referencia escrita del pan con tomate. En el año 1932, Ferran Agulló publica el Llibre de la cuina catalana, que se considera el cierre de la época de la Renaixença gastronómica catalana.
Las turbulencias de cambio de siglo XIX al XX y una larga dictadura fascista, en el siglo XX, tienen grandes consecuencias sociales, económicas y también gastronómicas. Por otro lado, el dictador Francisco Franco, intentará crear una "cocina española", para la cual se servirá de algunos platos regionales, como la paella o la crema catalana. Las emigraciones no consiguen exportar platos ni la cultura gastronómica, pero sí que lo consigue el turismo de masas aparecido en los años 60. En la Cataluña del Norte, la gastronomía local también es ignorada y menospreciada por el gobierno francés.

## sigloXX
A principios del siglo XX los hábitos alimentarios los marcaba la clase social. Durante la posguerra la cocina era una cuestión de supervivencia y, con la democracia, la libertad creativa también llegó a los fogones. El estallido de la cocina catalana, un momento dulce que aún no ha acabado, llega a mediados de los años setenta. El punto de partida es L'art de menjar a Catalunya, de Manuel Vázquez Montalbán, que reivindica la recuperación de la cocina regional.

### Cocina dependiente de la clase social
A principios del siglo XX, la cocina que se hacía en casa, la marcaba la clase social. Con una forma ya definida, y reconocible, de elaborar un recetario propio (los productos americanos integrados, las fórmulas y las técnicas consolidadas), los obreros y campesinos cocinaban básicamente platos de cazuela y en cocinas de leña o carbón, con preferencia por las comidas ricas en calorías que les permitieran soportar la dureza de su trabajoː estofados, cerdo (si se lo podían permitir), menudillos, pescado barato, verduras de la huerta, setas, caracoles... todo era bienvenido. Por otra parte, los burgueses y personas de la alta sociedad, tenían criadas y cocineras; con unas recetas más refinadas que eran reflejo de la cocina francesa e italiana, consideradas de prestigio, la calidad se medía a través de la exclusividad y el precio del producto.
La restauración también reflejaba, en parte, esta realidadː las fondas y las tavernas eran lugares dónde comer platos y desayunos de cuchara, y los más afortunados podían ir a los cafés y los grandes restaurantes. A principios de siglo, estos últimos se concentraban en Barcelona, siguiendo el modelo francés, con la litúrgia de servicio exquisito correspondiente y un recetario mayoritariamente francés o italiano, porque la "alta cocina" se consideraba, sobre todo, foráneaː el Gran Restaurant de France (también conocido como Can Justin, situado donde actualmente se encuentra el restaurante Can Reixes), la Maison Dorée, el Café Restaurante Suizo o el Café Español (afrancesados); o el Moritz o el Gambrinus (germanófilos); o el Petit Pelai (anglófilo).  La situación clasista ligada a los hábitos alimentarios se mantuvo hasta la Guerra Civil, y la larga posguerra y la posterior dictadura prolongaron esta situación de ricos y pobres en la restauración. Las décadas de los cuarenta y cincuenta, marcadas por las terribles consecuencias del conflicto bélico, hicieron de la cocina, para la mayor parte de la población, una cuestión de supervivencia, de racionamiento o en un consumo ocasional o excepcional de algún alimento o dulce durante los domingos o algún día especialmente festivo. En el ámbito doméstico, a partir de los años sesenta sí que se llevó a cabo una progresiva entrada en los hogares de electrodomésticos, primero, y de productos congelados más tarde, que cambiaron mucho los hábitos de consumo alimentario. Se comenzaba a planificar lo que se comería durante la semana (y no hacía falta comprar a diario), se podía llevar a casa preparaciones culinarias hasta entonces solo al alcance de los profesionales y cocinar en menos tiempo.

### Recetarios
Para hacer cocina catalana en casa, la herramienta básica era disponer de un recetario codificado, que todos pudieran consultar y seguir. En este sentido, hay que hacer hincapié en la tarea decisiva de recopilación y ordenación del cocinero Ignasi Domènech, en libros como La Teca.

## 

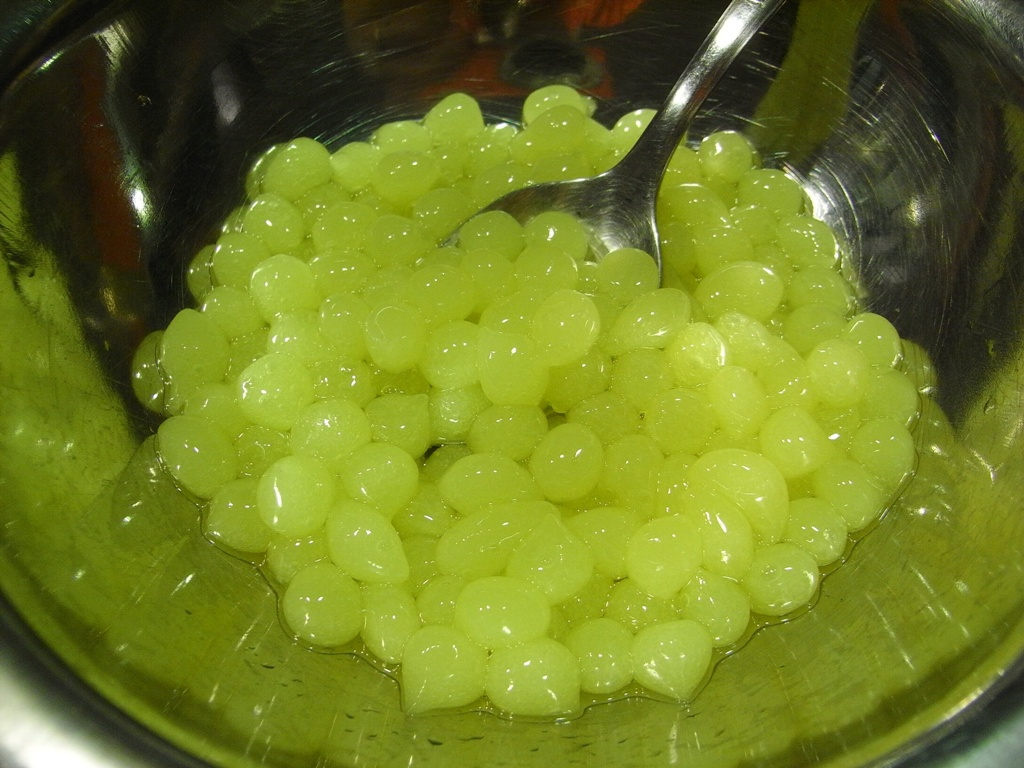
Un plato de manzana esferificada. La esferificación es una técnica de cocina profesional ideada por Ferran Adrià.

## sigloXXI

### Cocina contemporánea
Podemos considerar la cocina contemporánea como la de finales del siglo XX e inicios del siglo XXI. En esta época los productos locales y importados son abundantes y el nivel económico de la mayoría de personas, en general. es superior al del siglo anterior. En cambio, el tiempo es caro, cosa que hace que preparaciones como, por ejemplo, la escudella o los canelones se dejen para Navidad o las fiestas mayores, y tomen más importancia conceptos como la comida rápida, que a su vez, hará nacer, como reacción, el movimiento de slow food. Se dispone de utensilios que facilitan las preparaciones (ollas a presión, microondas, batidora, congelador, etc.), productos que se pueden comprar ya preparados o semi-preparados (caseros o industriales, enlatados, congelados, etc.) y de mucha información (nutricional, de productos, de recetas...) gratuita y de fácil acceso a través de Internet. Mucha gente come cada día fuera de casa, con comida llevada de casa, en cantinas o restaurantes de menú. Los cocineros se convierten en figuras sociales importantes, algunos toman el rango de estrellas. Algunos cocineros catalanes reivindican la creación y la innovación, el sentido del humor, la defensa de que la cocina también es un arte, la experiencia de la emoción, los productos locales, las recetas tradicionales... Pero la cocina cotidiana tiende a ser simple, intuitiva, improvisada, variada, con productos al alcance y dando mucha importancia a la salud y, a veces, a la estética.